# Rosa gigantea
Rosa gigantea es una especie de rosa perteneciente a la familia de las rosáceas.

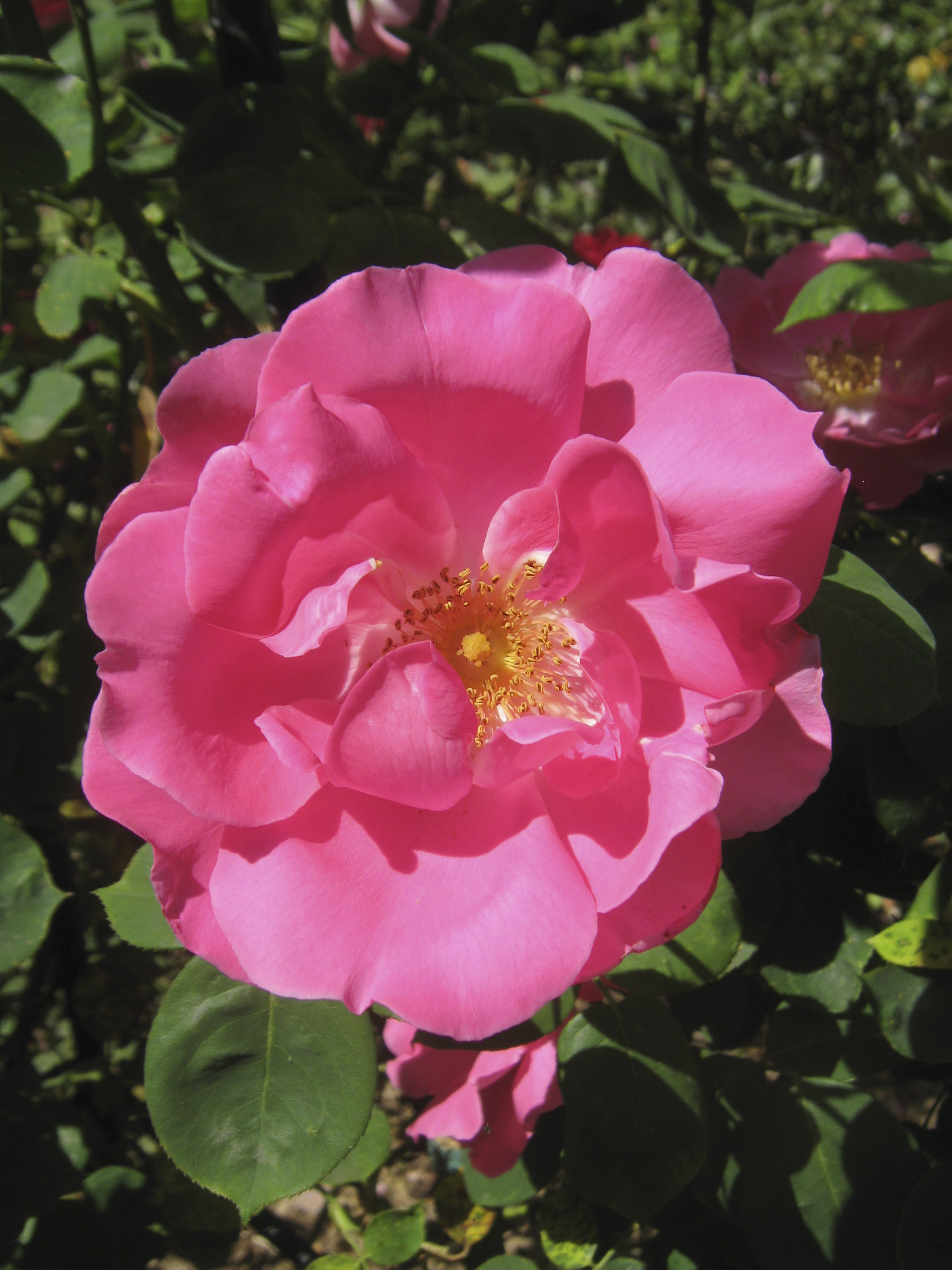
Híbrido

## Distribución
Es nativa del noreste de la India, norte de Birmania y sudoeste de China (Yunnan) a los pies del Himalaya entre 1000 y 1500 m s. n. m.

## Descripción
Como su nombre lo dice, es la especie más grande de las rosas, alcanzando los 10-15 cm de ancho con flores de color blanco o crema. Trepa hasta los 20 metros o más en las coronas de otros árboles.

## Taxonomía
Rosa gigantea fue descrita por Collett ex Crép. y publicado en Bulletin de la Société Botanique de Belgique 27: 148. 1888.
Etimología
Rosa: nombre genérico que proviene directamente y sin cambios del latín rosa que deriva a su vez del griego antiguo rhódon, , con el significado que conocemos: «la rosa» o «la flor del rosal»
gigantea: epíteto latín que significa "gigante, enorme".
Sinonimia
- Rosa gigantea Collett ex Crép.
- Rosa duclouxii H.Lév.
- Rosa macrocarpa G.Watt ex Crép.
- Rosa xanthocarpa G.Watt ex E.Willm.[2]